# NGC 882
NGC 882 (również PGC 8874 lub UGC 1789) – galaktyka soczewkowata (S0), znajdująca się w gwiazdozbiorze Barana. Odkrył ją John Herschel 11 stycznia 1831 roku.